# La Lola se va a los puertos (obra de teatro)
La Lola se va a los puertos es una obra de teatro en tres actos y en verso, escrita por Manuel y Antonio Machado.

## Estreno
La obra se estrenó en el Teatro Fontalba, de Madrid, el 8 de noviembre de 1929. Fueron sus principales intérpretes Lola Membrives, Ricardo Puga, Esperanza Ortiz, Luis Roses y Amparo Astort.

## Versiones
Existen tres versiones cinematográficas:
- La Lola se va a los puertos (película de 1947), de Juan de Orduña.
- La Lola se va a los puertos (película de 1993), de Josefina Molina.

Además, en 1951 se estrenó una zarzuela del mismo título, con música del compositor Ángel Barrios. La zarzuela fue posteriormente revisada en formato ópera y estrenada como tal en 1955 en el Gran Teatro del Liceo de Barcelona, con adaptación del texto a cargo de los hermanos Rafael y Guillermo Fernández-Shaw.